# Franz Mika

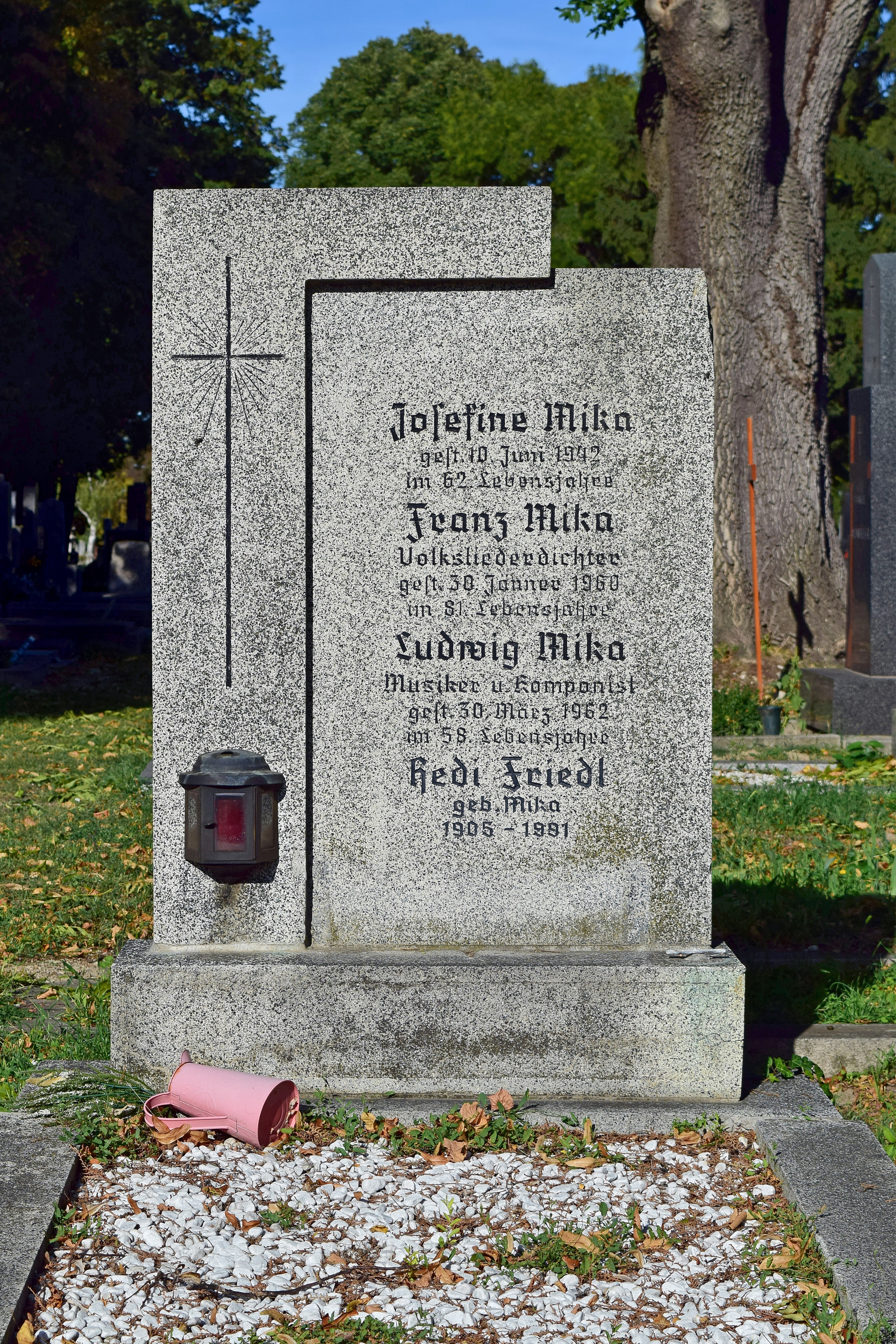
Franz Mika Grabstätte auf dem Wiener Zentralfriedhof

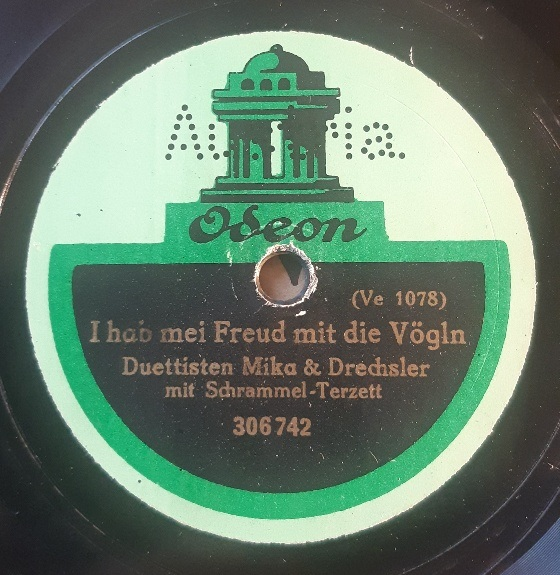
Schallplatte von Franz Mika (Wien 1923)

Franz Mika (* 2. November 1879 in Wien; † 4. Februar 1960 ebenda) war ein Komponist, Textdichter und Schrammelmusiker.
Er machte mit seiner Tochter Hedy (verheiratete Friedl) und Karl Drechsler Schallplattenaufnahmen.
Seine letzte Ruhestätte befindet sich auf dem Wiener Zentralfriedhof (12C-16-30) in Wien.
1997 wurde nach ihm der Franz-Mika-Weg im 10. Wiener Gemeindebezirk Favoriten benannt.